# Newington FC
Newington FC is een Noord-Ierse voetbalclub uit de Newington, Belfast.
De club werd in 1979 opgericht als Jubilee Olympic en nam in 1986 de naam Newington Youth Club aan. In 1994 ging de club in de Northern Amateur League spelen. In 2012 zorgde Newington Youth voor een verrassing in de vijfde ronde van de Irish Cup door Glentoran FC uit te schakelen. In 2013 promoveerde de club naar de NIFL Championship 2 na een gewonnen play-off tegen Dollingstown FC.

## Erelijst
- Northern Amateur League: 2006, 2009, 2010, 2011, 2013
- Border Cup: 2006